# Basketball-Bundesliga 1979/80
Die Saison 1979/80 ist die 14. Spielzeit der Basketball-Bundesliga. Die höchste Spielklasse im deutschen Vereinsbasketball der Herren, bis 1990 beschränkt auf das Gebiet Westdeutschlands ohne die DDR, wurde in einer Liga mit zehn Mannschaften ausgetragen, an die sich Final- und Relegationsrunden anschlossen.

## Saisonnotizen
- Der SSC Göttingen gewann seine erste Meisterschaft, bevor er nach Saisonende mit der TG 1846 Göttingen zum ASC 1846 Göttingen fusionierte.
- Ebenfalls eine Premiere war der erste Titelgewinn des BSC Saturn Köln, der den Pokalwettbewerb gegen Altmeister MTV 1846 Gießen gewann.
- Während Erstliga-Rückkehrer Hamburger TB die Klasse hielt, musste Neuling Eintracht Frankfurt gleich wieder zurück in die 2. Basketball-Bundesliga und nahm dabei den damaligen Rekordmeister USC Heidelberg mit.
- Die Mannschaft des Post SV Bayreuth trennte sich vom Verein und trat zu dieser Saison als USC Bayreuth an.

## Endstände

### Hauptrunde
| #  | Mannschaft              | Siege | Nieder- lagen | Punkte | Körbe     |
| -- | ----------------------- | ----- | ------------- | ------ | --------- |
| 1  | TuS 04 Leverkusen       | 16    | 2             | 32:40  | 1639:1358 |
| 2  | SSC Göttingen           | 14    | 4             | 28:80  | 1507:1344 |
| 3  | MTV 1846 Gießen (M)     | 14    | 4             | 28:80  | 1495:1295 |
| 4  | BSC Saturn Köln         | 12    | 6             | 24:12  | 1557:1353 |
| 5  | MTV Wolfenbüttel        | 9     | 9             | 18:18  | 1393:1395 |
| 6  | SSV Hagen               | 8     | 10            | 16:20  | 1568:1505 |
| 7  | USC Heidelberg (P)      | 5     | 13            | 10:26  | 1275:1454 |
| 8  | Hamburger TB (N)        | 5     | 13            | 10:26  | 1310:1540 |
| 9  | USC Bayreuth            | 4     | 14            | 08:28  | 1284:1454 |
| 10 | Eintracht Frankfurt (N) | 3     | 15            | 06:30  | 1485:1515 |

| (M) Meister der Vorsaison____        | (N) Neuling (Aufsteiger)____ | (P) Pokalsieger der Vorsaison |
| Fett Für Finalrunde qualifiziert____ |  Relegations-Plätze____      |                               |

### Relegationsrunde
| # | Mannschaft              | Siege | Nieder- lagen | Punkte | Körbe     |
| - | ----------------------- | ----- | ------------- | ------ | --------- |
| 1 | USC Bayreuth            | 8     | 16            | 16:32  | 1728:1860 |
| 2 | Hamburger TB (N)        | 8     | 16            | 16:32  | 1702:1938 |
| 3 | Eintracht Frankfurt (N) | 7     | 17            | 14:34  | 1975:2310 |
| 4 | USC Heidelberg          | 6     | 18            | 12:36  | 1690:1895 |

 Absteiger

### Finalrunde
| # | Mannschaft        | Siege | Nieder- lagen | Punkte | Körbe     |
| - | ----------------- | ----- | ------------- | ------ | --------- |
| 1 | SSC Göttingen     | 24    | 4             | 48:80  | 2324:2095 |
| 2 | TuS 04 Leverkusen | 22    | 6             | 44:12  | 2492:2159 |
| 3 | MTV 1846 Gießen   | 19    | 9             | 38:18  | 2296:2091 |
| 4 | BSC Saturn Köln   | 16    | 12            | 32:24  | 2386:2172 |
| 5 | MTV Wolfenbüttel  | 12    | 16            | 24:32  | 2192:2228 |
| 6 | SSV Hagen         | 10    | 18            | 20:36  | 2339:2375 |

 Meister